# Xylolaemus fasciculosus
Xylolaemus fasciculosus là một loài bọ cánh cứng trong họ Zopheridae. Loài này được Gyllenhal miêu tả khoa học năm 1827.